# Złote serce
Złote serce (port. Coração d’Ouro) – portugalska telenowela emitowana w latach 2015–2016 przez telewizję SIC. Od 14 grudnia 2016 do 29 czerwca 2017 serial był emitowany premierowo w Polsce przez TVP1.

## Obsada
| Aktor                  | Postać                           |
| ---------------------- | -------------------------------- |
| Rita Blanco            | Maria Ferreira                   |
| João Reis              | Henrique Castro de Aguiar        |
| Mariana Pacheco        | Catarina Ferreira                |
| Mariana Monteiro       | Inês Castro de Aguiar            |
| Maria João Bastos      | Beatriz Bacelar Castro de Aguiar |
| Diogo Lopes            | João Dantas                      |
| Ana Padrão             | Benedita Castro de Aguiar Morgan |
| Miguel Guilherme       | Luís Noronha                     |
| Lúcia Moniz            | Joana Amaral                     |
| Victor Gonçalves       | Duarte Castro de Aguiar          |
| José Raposo            | Vítor Silva                      |
| Custódia Gallego       | Fernanda Silva                   |
| Alexandre de Sousa     | Filipe Amaral                    |
| Anabela Teixeira       | Isabel Lacerda                   |
| Cláudia Vieira         | Laura Mendonça                   |
| Dinarte Branco         | Hélder Oliveira                  |
| Diana Chaves           | Jéssica Silva                    |
| Filipe Vargas          | Inácio Lobato                    |
| Luciana Abreu          | Sandra Moita                     |
| Cristóvão Campos       | José da Cruz                     |
| Adelaide Sousa         | Sofia Abrantes Castro de Aguiar  |
| Afonso Melo            | Miguel Dantas                    |
| Maria João Falcão      | Teresa Castro de Aguiar          |
| Paulo Pascoal          | Jonas Vemba                      |
| Rita Frazão            | Margarida Fonseca                |
| Pedro Hossi            | William Morgan                   |
| João Baptista          | Rúben Silva                      |
| Rodrigo Soares         | Frederico Dantas                 |
| Igor Marchesi          | Bruno Varela                     |
| João Vicente           | Vasco Amaral                     |
| Hana Sofia             | Adriana Noronha                  |
| David Esteves          | David Leal                       |
| Diogo Martins          | Leandro Silva                    |
| Eduardo Frazão         | Jorge Leitão                     |
| Renato Godinho         | Nuno                             |
| Rúben Gomes            | Tiago                            |
| Mafalda Luís de Castro | Raquel                           |
| Jani Zhao              | Marta                            |

Joaquim Horta  Diogo Bettencourt

## Spis serii
| Seria | Odcinki | Premierowa emisja | Premierowa emisja | Premierowa emisja | Premierowa emisja |
| Seria | Odcinki | Rozpoczęcie       | Zakończenie       | Rozpoczęcie       | Zakończenie       |
| ----- | ------- | ----------------- | ----------------- | ----------------- | ----------------- |
| 1     | 326     | 7 września 2015   | 24 września 2016  | 14 grudnia 2016   | (29 czerwca 2017) |